# به همین سادگی (فیلم)
به همین سادگی یک فیلم سینمایی ایرانی به کارگردانی، نویسندگی و تهیه‌کنندگی رضا میرکریمی در سال ۱۳۸۶ است. به همین سادگی در بیست و ششمین جشنواره فیلم فجر به عنوان بهترین فیلم معرفی شد.

## بازیگران
- هنگامه قاضیانی در نقش طاهره
- مهران کاشانی
- صفا آقاجانی

## خلاصه داستان
داستان دربارهٔ سپری شدن یک روز زنی به نام طاهره که دو فرزند (پسر و دختر) کوچک دارد. طاهره به خاطر مشغله‌های کاری شوهرش که یک مهندس ساختمان است، احساس تنهایی می‌کند. از طرفی مشکلات مربوط به فرزندانش او را عصبی کرده‌است. او که از خانواده‌ای عشایری است دلش سخت هوای روستایشان را کرده. او به زنی افسرده تبدیل شده که دلخوشی‌اش را در مرور خاطرات گذشته‌اش می‌بیند. او می‌خواهد برای مدتی خانواده را ترک کند و با برادرش به ولایتشان برود؛ اما شرایط طور دیگری رقم می‌خورد.

## جوایز
| سال  | جشنواره                      | بخش                       | نامزدی                       | نتیجه    | جایزه        |
| ---- | ---------------------------- | ------------------------- | ---------------------------- | -------- | ------------ |
| ۱۳۸۶ | جشنواره فیلم فجر             | بهترین فیلم               | رضا میرکریمی                 | برنده    | سیمرغ بلورین |
| ۱۳۸۶ | جشنواره فیلم فجر             | بهترین کارگردانی          | رضا میرکریمی                 | نامزدشده | سیمرغ بلورین |
| ۱۳۸۶ | جشنواره فیلم فجر             | بهترین فیلم‌نامه           | رضا میرکریمی و شادمهر راستین | برنده    | سیمرغ بلورین |
| ۱۳۸۶ | جشنواره فیلم فجر             | بهترین بازیگر نقش اول زن  | هنگامه قاضیانی               | برنده    | سیمرغ بلورین |
| ۱۳۸۶ | جشنواره فیلم فجر             | بهترین بازیگر نقش مکمل زن | نیره فراهانی                 | نامزدشده | سیمرغ بلورین |
| ۱۳۸۶ | جشنواره فیلم فجر             | بهترین موسیقی متن         | محمدرضا علیقلی               | نامزدشده | سیمرغ بلورین |
| ۱۳۸۷ | جشنواره فیلم فجر             | بهترین عکس                | علی تبریزی                   | نامزدشده | سیمرغ بلورین |
| ۲۰۰۸ | جشنواره فیلم مسکو            | بهترین فیلم               | رضا میرکریمی                 | برنده    | گئورگ طلایی  |
| ۲۰۰۸ | جشنواره فیلم مسکو            | جایزه منتقدان فیلم روسیه  | رضا میرکریمی                 | برنده    |              |
| ۲۰۰۸ | جشنواره فیلم وارنا بلغارستان | بهترین بازیگر زن          | هنگامه قاضیانی               | برنده    |              |
| ۱۳۸۷ | جشن خانه سینمای ایران        | بهترین کارگردانی          | رضا میرکریمی                 | نامزدشده | تندیس زرین   |
| ۱۳۸۷ | جشن خانه سینمای ایران        | بهترین فیلم‌نامه           | رضا میرکریمی و شادمهر راستین | نامزدشده | تندیس زرین   |

- سیمرغ بلورین بهترین کارگردانی جشنواره فجر، بخش آسیا ۱۳۸۶
- سیمرغ بلورین بهترین فیلمنامه جشنواره فجر، بخش آسیا ۱۳۸۶[۲]